# Emin
Эми́н Араз оглы Агала́ров (азерб. Emin Araz oğlu Ağalarov; род. 12 декабря 1979, Баку, Азербайджанская ССР, СССР), известный также как Эмин Аразович Агаларов или мононимно как Emin — азербайджанский певец, музыкант, автор песен, предприниматель; народный артист Азербайджана (2018), заслуженный артист Республики Адыгея (2018). Президент компании Agalarov Development.

## Биография
Родился 12 декабря 1979 года в Баку в семье азербайджанца и еврейки. Отец — Араз Агаларов, миллиардер, владелец группы компаний Crocus Group.
В 1983 году с родителями переехал в Москву. Получил элитное швейцарское и американское образование. С 1994 по 2001 год жил в США. Окончил колледж Мэримаунт Манхэттен (Нью-Йорк), имеет диплом бакалавра «бизнес-менеджмент в области финансов».

### Предпринимательская деятельность
Президент компании Agalarov Development. К проектам компании относятся:
- Город-курорт премиум-класса Sea Breeze Resort под Баку[4][5]
- Fitness by Emin Agalarov: сеть фитнес-клубов Crocus Fitness и салонов Crocus Fitness SPA, «ЖАРА Фит» и др.
- Restaurants by Emin Agalarov (более 60 проектов в Москве, Санкт-Петербурге и Баку)
- Торгово-сервисный комплекс премиум-класса Estate Mall
- Ритейл-проект BOXCITY
- Агентство по организации мероприятий Agalarov Event
- Crocus Production
- Клиника косметологии и стоматологии Confident
- Agalarov Insurance и Agalarov Finance
- Indoor TV

Главные партнёры компании Agalarov Development:
- Телеканал ЖАРА ТВ
- Радиостанция ЖАРА FM
- Журнал Zhara MAG
- Журнал ОК!
- Модельное агентство Zhara Models
- DREAM GROUP

Эмин Агаларов также является основателем музыкальной премии ЖАРА Music Awards и международного музыкального фестиваля Dream Fest.

### Музыкальная деятельность
22 апреля 2006 года выпустил свой первый музыкальный альбом «Still».
Следующие три альбома ― «Incredible», «Obsession» и «Devotion», ― были выпущены в России в 2007, 2008 и 2009 годах. Альбомы «Wonder» (2010 год) и «After The Thunder» (2012) ― международные релизы.
В сентябре 2011 года Эмин Агаларов начал работу с европейской звукозаписывающей студией «EMI Music Germany». Релизы альбомов «Wonder» и «After The Thunder» состоялись в сотрудничестве с продюсером Брайаном Роулингом. В первую неделю альбом «Wonder» разошёлся в Великобритании тиражом в 3000 копий. Сингл «Obvious» вошёл в радиочарт Британии, став «песней недели» на радиостанциях «BBC Radio 2», «Magic FM» и «BBC Local Radio». «Wonder» был признан «альбомом недели» на «BBC Radio 2». Композиция «All I Need Tonight» вошла в благотворительный сборник «Download For Good». Продюсером проекта выступил кинорежиссёр Дэвид Линч.
27 мая 2012 года выступил в качестве специального гостя на международном конкурсе «Евровидение-2012» в городе Баку. Над заключительным шоу Эмин работал совместно с британским режиссёром Питером Бердом и продюсером Дэвидом Бейнбриджем.
28 мая 2012 года состоялся международный релиз альбома «After The Thunder» в Великобритании, Ирландии, Германии, Австрии, Швейцарии, Норвегии, Швеции, Финляндии, Дании, Испании, Польше, Венгрии, Чехии, Греции и России. Альбом создан при поддержке продюсера Брайана Роулинга.
23 сентября 2012 года Эмин стал специальным гостем концерта Дженнифер Лопес в Баку, исполнив несколько композиций из альбома «After the Thunder», а также песню Муслима Магомаева «Синяя вечность».
В 2013 году спел на конкурсе «Мисс Вселенная» в Москве, который прошёл в «Крокус Сити Холл» (Crocus Group).
На концерте в 2013 году исполнил песню Ангел-бес в дуэте с Ириной Дубцовой. В 2014 исполнил песню Весенний край — Азербайджан в дуэте с (feat. Зульфиёй Ханбабаевой)).
В декабре 2013 года Эмин презентовал свой первый русскоязычный альбом «На краю», в начале 2014 года был выпущен седьмой номерной альбом «Amor». На декабрьских концертах 2014 года представил свой второй русскоязычный альбом «Начистоту». Затем в 2015 году вышел в свет уже третий альбом — «8 в падении».
В июле 2016 года Эмин Агаларов совместно с Сергеем Кожевниковым и Григорием Лепсом организовал музыкальный фестиваль «Жара», который с успехом прошёл в Баку.
В 2016 году Эмин впервые отправился в большой тур по 50 городам России. В 2018 году выпустил клип «Got me Good», где снялись двойники Дональда Трампа, Хиллари Клинтон, Марка Цукерберга и др.
В августе 2021 года выпустил русскоязычный альбом LOVE IS, за который получил премию телеканала RU.TV в категории «Лучший альбом». В мае 2023 года вышел следующий русскоязычный альбом «За минуту до…».
На концерте в Баку в 2023 году исполнил композицию Help me make it throuh the night в дуэте с Энгельбертом Хампердинком.
8 декабря 2023 года был выпущен второй дуэтный альбом 44, в который вошли как новые песни, так и выпущенные ранее хиты с Jony, Жасмин, HammAli&Navai, а также другие песни.
9 февраля 2024 года состоялся релиз альбома Now or Never с каверами на песни легендарного Элвиса Пресли. Среди звёздных гостей в дуэтах — Николь Шерзингер, Энгельберт Хампердинк и Кэтрин Макфи.
10 декабря 2024 года Emin выпустил альбом памяти Муслима Магомаева «Верни мне музыку», в состав которого вошли 16 песен: «Нам не жить друг без друга», «Луч солнца золотого», «Ноктюрн», «Королева красоты» и другие. Тамара Ильинична Синявская, супруга Муслима Магометовича, одна из первых оценила альбом, поблагодарив Emin’а за память и почтение к Муслиму Магомаеву.

## Семья и личная жизнь
Отец ― Араз Агаларов (род. 1954, Баку). Советский партийный деятель, с 1989 года ― предприниматель, основатель, президент и владелец группы компаний холдинга Crocus Group. В 2010-х неоднократно входил в рейтинг 200 богатейших людей России по версии американского журнала Forbes. Мать ― Ирина Иосифовна Агаларова (Гриль) ― еврейка, бизнес-леди. Отец Ирины ― Иосиф Евгеньевич Гриль ― советский юрист, являлся сооснователем и вице-президентом Crocus Group. В 1994 году по просьбе хасидов издал за счёт холдинга Российскую еврейскую энциклопедию. Был меломаном, коллекционировал редкие музыкальные пластинки. По словам Эмина, именно дедушка привил ему любовь к музыке.
Сестра — Шейла Агаларова.
Первая жена (2006―2015) ― Лейла Алиева ― азербайджанский общественный деятель, главный редактор журнала «Баку», вице-президент Фонда Гейдара Алиева и глава его представительства в России. Дочь Ильхама Алиева. В браке трое детей: близнецы Али и Микаил (2007), приёмная дочь Амина (9 февраля 2011).
Вторая жена (2018―2020 и вновь с 2024) ― Алёна Гаврилова ― модель из Саранска, Мисс Мордовия-2004. В браке: дочь Афина (31 октября 2023).

## Дискография

### Русскоязычные альбомы
| №                   | Название                                       | Длительность |
| ------------------- | ---------------------------------------------- | ------------ |
| 1.                  | «Амор»                                         | 3:32         |
| 2.                  | «На краю»                                      | 3:46         |
| 3.                  | «Звёзды над Москвой»                           | 3:56         |
| 4.                  | «Сон не про нас»                               | 3:56         |
| 5.                  | «Ангел бес»                                    | 4:23         |
| 6.                  | «Не ищи меня»                                  | 3:41         |
| 7.                  | «Я лучше всех живу»                            | 3:31         |
| 8.                  | «Ты не одна»                                   | 4:23         |
| 9.                  | «Сердце бьётся»                                | 3:22         |
| 10.                 | «В сентябре»                                   | 3:35         |
| 11.                 | «Лепестки опавших роз»                         | 3:21         |
| 12.                 | «Синяя вечность» (совм. с Муслимом Магамаевым) | 4:40         |
| Общая длительность: | Общая длительность:                            | 43:26        |

| №                   | Название                              | Длительность |
| ------------------- | ------------------------------------- | ------------ |
| 1.                  | «Не потеряй меня»                     | 3:45         |
| 2.                  | «Начистоту»                           | 3:33         |
| 3.                  | «Смотришь в небо» (совм. с LOBODA)    | 3:45         |
| 4.                  | «Я тебя не отпущу»                    | 3:46         |
| 5.                  | «Зови меня» (feat. Ани Лорак)         | 3:38         |
| 6.                  | «Надо успеть»                         | 3:24         |
| 7.                  | «Привет, Земля» (feat. Григорий Лепс) | 3:10         |
| 8.                  | «Пусть эта ночь»                      | 4:07         |
| 9.                  | «Берега» (feat. Стас Михайлов)        | 3:31         |
| 10.                 | «Я мог бы просто любить тебя»         | 4:00         |
| 11.                 | «Каюсь» (feat. Сосо Павлиашвили)      | 4:08         |
| 12.                 | «Где ты, любимая»                     | 4:34         |
| 13.                 | «Широко закрыв глаза»                 | 3:47         |
| 14.                 | «Дай мне шанс»                        | 3:22         |
| Общая длительность: | Общая длительность:                   | 49:90        |

| №                   | Название                                    | Длительность |
| ------------------- | ------------------------------------------- | ------------ |
| 1.                  | «Одна на миллион»                           | 4:17         |
| 2.                  | «Не больно»                                 | 3:25         |
| 3.                  | «Забыть тебя»                               | 4:08         |
| 4.                  | «Ты»                                        | 3:48         |
| 5.                  | «Стань моей»                                | 4:35         |
| 6.                  | «Я нравлюсь женщинам» (feat. Григорий Лепс) | 3:47         |
| 7.                  | «Жить, чтобы жить»                          | 3:38         |
| 8.                  | «Я буду за тебя молиться»                   | 3:50         |
| 9.                  | «Прощай»                                    | 3:46         |
| 10.                 | «Отец» (посвящается моему отцу)             | 4:36         |
| 11.                 | «8 в падении»                               | 3:43         |
| 12.                 | «Ушла без слов»                             | 3:16         |
| Общая длительность: | Общая длительность:                         | 44:09        |

| №                   | Название                                              | {{{extra_column}}}  | Длительность |
| ------------------- | ----------------------------------------------------- | ------------------- | ------------ |
| 1.                  | «Прости, моя любовь» (feat. Максим Фадеев)            |                     | 4:05         |
| 2.                  | «В невесомости» (совм. с Полиной Гагариной)           |                     | 3:43         |
| 3.                  | «Осколки лета» (совм. с Валерием Меладзе)             |                     | 3:39         |
| 4.                  | «Если ты рядом» (совм. с А'Студио)                    |                     | 3:29         |
| 5.                  | «Я полюбил» (совм. с Алексеем Воробьёвым)             |                     | 3:08         |
| 6.                  | «Отключи» (совм. с Александром Маршалом)              |                     | 3:34         |
| 7.                  | «Не сомневайся» (совм. с Ириной Дубцовой)             |                     | 3:53         |
| 8.                  | «Дороги» (совм. с Григорием Лепсом)                   |                     | 4:04         |
| 9.                  | «Проститься» (совм. с Ани Лорак)                      |                     | 3:55         |
| 10.                 | «Вдохни меня» (совм. с Дарьей Егоровой)               | [из к/ф «Другой»]   | 3:34         |
| 11.                 | «Быть счастливым» (совм. с Лаймой Вайкуле)            |                     | 3:24         |
| 12.                 | «Сибирские морозы» (feat. Владимир Кузьмин)           |                     | 4:19         |
| 13.                 | «Boogie Man» (совм. со Стивеном Сигалом)              | [Live Version]      | 3:48         |
| 14.                 | «Давай найдём друг друга» (совм. с Максимом Фадеевым) | [Live Version]      | 4:24         |
| 15.                 | «Я не могу сказать» (совм. с Ани Лорак)               | [Live Version]      | 4:07         |
| Общая длительность: | Общая длительность:                                   | Общая длительность: | 54:26        |

| №                   | Название                                      | Длительность |
| ------------------- | --------------------------------------------- | ------------ |
| 1.                  | «Неба не боялись»                             | 3:27         |
| 2.                  | «Ломай»                                       | 3:41         |
| 3.                  | «Вершина»                                     | 3:49         |
| 4.                  | «Не имеет значения»                           | 3:14         |
| 5.                  | «Время-река»                                  | 3:47         |
| 6.                  | «Ты и я»                                      | 5:24         |
| 7.                  | «Нежность в коме»                             | 3:31         |
| 8.                  | «Женщина»                                     | 3:40         |
| 9.                  | «Предала»                                     | 3:57         |
| 10.                 | «Миллион поцелуев»                            | 3:50         |
| 11.                 | «Мама»                                        | 4:03         |
| 12.                 | «Я с тобой»                                   | 3:31         |
| 13.                 | «Невероятная»                                 | 3:42         |
| 14.                 | «Рядом проснуться»                            | 3:30         |
| 15.                 | «Когда я уйду»                                | 3:31         |
| 16.                 | «Я не могу сказать» (совм. с Ани Лорак)       | 4:09         |
| 17.                 | «Сердце пополам»                              | 3:44         |
| 18.                 | «Мой Азербайджан» (совм. с Максимом Фадеевым) | 4:18         |
| 19.                 | «В пробках»                                   | 4:23         |
| 20.                 | «Мы теперь одни» (совм. со Славой)            | 3:55         |
| 21.                 | «Испания. Лето»                               | 3:38         |
| 22.                 | «Люба-любовь»                                 | 3:40         |
| 23.                 | «Давай найдём друг друга»                     | 4:25         |
| 24.                 | «Сбежим в Баку»                               | 3:56         |
| Общая длительность: | Общая длительность:                           | 87:28        |

| №                   | Название                                         | Длительность |
| ------------------- | ------------------------------------------------ | ------------ |
| 1.                  | «Лирика»                                         | 3:20         |
| 2.                  | «Нежная»                                         | 3:22         |
| 3.                  | «Кружимся»                                       | 3:28         |
| 4.                  | «Девочка моя»                                    | 2:46         |
| 5.                  | «100 лет»                                        | 2:56         |
| 6.                  | «Парами» (совм. с Bahh Tee)                      | 3:35         |
| 7.                  | «Непобедимы»                                     | 3:00         |
| 8.                  | «Первый снег»                                    | 3:20         |
| 9.                  | «У края пропасти» (совм. с Алексеем Чумаковым)   | 4:09         |
| 10.                 | «Ялтинский вечер»                                | 4:04         |
| 11.                 | «Ночь тает в абсенте»                            | 3:36         |
| 12.                 | «Твоя свобода - это плен» (feat. Александр Шоуа) | 4:08         |
| 13.                 | «Афина»                                          | 3:40         |
| Общая длительность: | Общая длительность:                              | 43:24        |

| №                   | Название                                   | Длительность |
| ------------------- | ------------------------------------------ | ------------ |
| 1.                  | «Таял»                                     | 2:59         |
| 2.                  | «Кругами»                                  | 3:08         |
| 3.                  | «Не было меня»                             | 2:55         |
| 4.                  | «Love Is»                                  | 3:44         |
| 5.                  | «Отпусти и лети»                           | 3:05         |
| 6.                  | «Зачем?»                                   | 2:53         |
| 7.                  | «Любовь не умирай»                         | 2:54         |
| 8.                  | «На луне»                                  | 3:02         |
| 9.                  | «Силуэт»                                   | 3:30         |
| 10.                 | «Разные» (совм. с Алсу)                    | 3:18         |
| 11.                 | «А на танцполе» (совм. с Доном Полиграфом) | 2:34         |
| 12.                 | «Ни слова о тебе»                          | 3:28         |
| 13.                 | «Стань зимой» (совм. с Глюк'оZой)          | 3:32         |
| 14.                 | «Любовь есть»                              | 3:26         |
| Общая длительность: | Общая длительность:                        | 41:48        |

| №                   | Название              | Длительность |
| ------------------- | --------------------- | ------------ |
| 1.                  | «Искал тебя»          | 3:55         |
| 2.                  | «За минуту до...»     | 3:23         |
| 3.                  | «Милая»               | 3:13         |
| 4.                  | «Рано»                | 3:09         |
| 5.                  | «На обратной стороне» | 3:24         |
| 6.                  | «Благодарю, Мама»     | 3:50         |
| 7.                  | «Унесённые летом»     | 3:05         |
| 8.                  | «Время»               | 3:24         |
| 9.                  | «31.12»               | 3:23         |
| 10.                 | «Море»                | 3:11         |
| 11.                 | «О любви»             | 2:47         |
| 12.                 | «Счастье - это ты»    | 3:35         |
| 13.                 | «Карие»               | 3:05         |
| 14.                 | «Любимая моя» (Cover) | 4:01         |
| Общая длительность: | Общая длительность:   | 45:25        |

| №                   | Название                                                                           | Длительность |
| ------------------- | ---------------------------------------------------------------------------------- | ------------ |
| 1.                  | «До тебя» (feat. HammAli)                                                          | 2:55         |
| 2.                  | «Сказка на ночь»                                                                   | 3:22         |
| 3.                  | «Незаконно»                                                                        | 3:26         |
| 4.                  | «Камин» (совм. с JONY)                                                             | 3:08         |
| 5.                  | «Улетай» (совм. с Jah Khalib)                                                      | 2:32         |
| 6.                  | «Лунная ночь» (совм. с JONY)                                                       | 3:22         |
| 7.                  | «Ну почему?» (feat. HammAli & Navai)                                               | 3:23         |
| 8.                  | «МММ»                                                                              | 3:18         |
| 9.                  | «Мой друг»                                                                         | 4:09         |
| 10.                 | «Сердце и стрела»                                                                  | 3:03         |
| 11.                 | «Холодная весна»                                                                   | 2:49         |
| 12.                 | «Отражения» (feat. Жасмин)                                                         | 3:32         |
| 13.                 | «Вместе и навсегда» (feat. Алсу)                                                   | 3:23         |
| 14.                 | «ყვავილების ქვეყანა (in the memory of Vahtang Kikabidze)» (совм. с Нани Брегвадзе) | 4:16         |
| Общая длительность: | Общая длительность:                                                                | 44:38        |

| №                   | Название                                  | Длительность |
| ------------------- | ----------------------------------------- | ------------ |
| 1.                  | «Каменное сердце»                         | 3:46         |
| 2.                  | «Такая одна»                              | 3:46         |
| 3.                  | «Океан»                                   | 3:39         |
| 4.                  | «Столько лет спустя»                      | 3:32         |
| 5.                  | «Однажды» (совм. с Эллаи)                 | 3:24         |
| 6.                  | «Снишься»                                 | 2:56         |
| 7.                  | «Давай обнулим»                           | 2:57         |
| 8.                  | «Как ты»                                  | 3:01         |
| 9.                  | «Рядом с ней» (совм. с Тимуром Темировым) | 2:57         |
| 10.                 | «Ты моя»                                  | 2:45         |
| 11.                 | «Сколько» (совм. со Стасом Михайловым)    | 3:18         |
| 12.                 | «Мне всё равно»                           | 3:10         |
| 13.                 | «Шахматы» (совм. с Михаилом Задориным)    | 3:21         |
| Общая длительность: | Общая длительность:                       | 39:52        |

### Англоязычные альбомы
| №                   | Название                        | Длительность |
| ------------------- | ------------------------------- | ------------ |
| 1.                  | «Still»                         | 3:45         |
| 2.                  | «Welcome To My World»           | 2:40         |
| 3.                  | «Up To You»                     | 4:05         |
| 4.                  | «And I Love You So»             | 3:58         |
| 5.                  | «Without You»                   | 3:46         |
| 6.                  | «It's Impossible»               | 3:24         |
| 7.                  | «Feel»                          | 2:43         |
| 8.                  | «Until It's Time For You To Go» | 4:06         |
| 9.                  | «It's Over»                     | 3:15         |
| 10.                 | «Just»                          | 3:00         |
| 11.                 | «Love Letters»                  | 2:51         |
| 12.                 | «Tonight»                       | 7:57         |
| 13.                 | «Still» (Alternative Version)   | 3:47         |
| Общая длительность: | Общая длительность:             | 46:37        |

| №                   | Название                    | Длительность |
| ------------------- | --------------------------- | ------------ |
| 1.                  | «Don't Cry»                 | 02:56        |
| 2.                  | «You Can See It In My Eyes» | 04:00        |
| 3.                  | «Incredible»                | 03:25        |
| 4.                  | «Complicated Happiness»     | 04:04        |
| 5.                  | «Sunday Morning»            | 04:17        |
| 6.                  | «Now Is The Time»           | 03:25        |
| 7.                  | «Promises»                  | 03:37        |
| 8.                  | «I'm Losing You»            | 02:07        |
| 9.                  | «Sometimes»                 | 03:02        |
| 10.                 | «Hey»                       | 08:39        |
| 11.                 | «Your Love Is Gone»         | 03:24        |
| 12.                 | «Don't Cry» (Remix)         | 03:02        |
| Общая длительность: | Общая длительность:         | 44:38        |

| №                   | Название                         | Длительность |
| ------------------- | -------------------------------- | ------------ |
| 1.                  | «Stick Together»                 | 4:19         |
| 2.                  | «Make The World Go Away»         | 4:25         |
| 3.                  | «The Wonder Of You»              | 3:12         |
| 4.                  | «Can't Help Falling In Love»     | 3:04         |
| 5.                  | «Would You Believe»              | 3:52         |
| 6.                  | «My Boy»                         | 4:21         |
| 7.                  | «Obsession»                      | 5:25         |
| 8.                  | «My Way»                         | 4:14         |
| 9.                  | «Torno A Settembre»              | 5:06         |
| 10.                 | «Always On My Mind»              | 3:54         |
| 11.                 | «I'll Never Fall In Love Again»  | 3:43         |
| 12.                 | «Make The World Go Away» (Remix) | 6:46         |
| 13.                 | «Stick Together» (Remix)         | 7:01         |
| Общая длительность: | Общая длительность:              | 57:22        |

| №                   | Название                            | Длительность |
| ------------------- | ----------------------------------- | ------------ |
| 1.                  | «Devotion»                          | 4:37         |
| 2.                  | «Giving In»                         | 3:59         |
| 3.                  | «You Don't Have Тo Say You Love Me» | 3:17         |
| 4.                  | «Tomorrow»                          | 3:11         |
| 5.                  | «Love Story»                        | 5:11         |
| 6.                  | «Beautiful Day»                     | 4:16         |
| 7.                  | «Unchained Melody»                  | 3:26         |
| 8.                  | «Goodbye»                           | 4:16         |
| 9.                  | «I Who Have Nothing»                | 3:24         |
| 10.                 | «Do You Know»                       | 3:05         |
| 11.                 | «You Don't Know Me»                 | 4:16         |
| 12.                 | «She»                               | 3:57         |
| 13.                 | «I Will Find The Way»               | 2:49         |
| 14.                 | «Fuoco»                             | 4:55         |
| 15.                 | «For Old Time Sake»                 | 2:53         |
| Общая длительность: | Общая длительность:                 | 54:52        |

| №                   | Название                 | Длительность |
| ------------------- | ------------------------ | ------------ |
| 1.                  | «Obvious»                | 3:36         |
| 2.                  | «Falling»                | 3:28         |
| 3.                  | «Any Time You Fall»      | 3:23         |
| 4.                  | «Just For One Night»     | 3:53         |
| 5.                  | «Tell Me You'll Be Mine» | 3:37         |
| 6.                  | «You Don't Even Know»    | 4:04         |
| 7.                  | «Hold You In My Arms»    | 3:55         |
| 8.                  | «All I Need Tonight»     | 3:37         |
| 9.                  | «One Last Dance»         | 3:57         |
| 10.                 | «Don't Go»               | 3:39         |
| 11.                 | «Wonder»                 | 4:11         |
| 12.                 | «Miss America»           | 3:55         |
| Общая длительность: | Общая длительность:      | 42:35        |

| №                   | Название                   | Длительность |
| ------------------- | -------------------------- | ------------ |
| 1.                  | «Baby Get Higher»          | 3:28         |
| 2.                  | «Never Enough»             | 3:40         |
| 3.                  | «Heart Keeps Beating»      | 3:23         |
| 4.                  | «Oxygen»                   | 3:47         |
| 5.                  | «Walk Through Walls»       | 3:49         |
| 6.                  | «After The Thunder»        | 3:59         |
| 7.                  | «Beautiful Taboo»          | 3:45         |
| 8.                  | «Dead Roses»               | 3:25         |
| 9.                  | «I Should've Known Better» | 3:06         |
| 10.                 | «I'll Be There»            | 3:39         |
| 11.                 | «Better»                   | 3:45         |
| 12.                 | «Сердце бьется»            | 3:23         |
| 13.                 | «Лепестки опавших роз»     | 3:26         |
| Общая длительность: | Общая длительность:        | 43:55        |

| №                   | Название                            | Длительность |
| ------------------- | ----------------------------------- | ------------ |
| 1.                  | «In Another Life»                   | 3:18         |
| 2.                  | «Hurt»                              | 4:09         |
| 3.                  | «Not Alone»                         | 4:40         |
| 4.                  | «Amor»                              | 3:38         |
| 5.                  | «Sweetest Feeling»                  | 4:12         |
| 6.                  | «Crawl»                             | 4:36         |
| 7.                  | «Run»                               | 3:31         |
| 8.                  | «The Game»                          | 3:09         |
| 9.                  | «Tonight»                           | 3:26         |
| 10.                 | «Brighter»                          | 3:31         |
| 11.                 | «Turn It Up Loud»                   | 6:41         |
| 12.                 | «Coming Home» (feat. Joe Bonamassa) | 4:36         |
| Общая длительность: | Общая длительность:                 | 47:27        |

| №                   | Название                                                            | {{{extra_column}}}  | Длительность |
| ------------------- | ------------------------------------------------------------------- | ------------------- | ------------ |
| 1.                  | «Love Is A Deadly Game»                                             |                     | 4:13         |
| 2.                  | «Creative»                                                          |                     | 4:02         |
| 3.                  | «It's Impossible»                                                   |                     | 3:24         |
| 4.                  | «Let There Be Love»                                                 |                     | 3:13         |
| 5.                  | «Mack The Knife»                                                    |                     | 3:08         |
| 6.                  | «If You Go Away» (with Anggun)                                      |                     | 4:04         |
| 7.                  | «Obvious»                                                           |                     | 3:39         |
| 8.                  | «Somewhere To Run»                                                  |                     | 3:16         |
| 9.                  | «Two Shots Of Happy»                                                |                     | 4:28         |
| 10.                 | «When I Fall In Love»                                               |                     | 2:56         |
| 11.                 | «You Are So Beautiful»                                              |                     | 4:15         |
| 12.                 | «Синяя вечность»                                                    |                     | 3:27         |
| 13.                 | «You Don't Have To Say You Love Me» (with Ani Lorak & David Foster) | [Live Version]      | 3:13         |
| 14.                 | «Always On My Mind» (with Polina Gagarina & David Foster)           | [Live Version]      | 3:52         |
| 15.                 | «Unchained Melody» (with David Foster)                              | [Live Version]      | 3:22         |
| Общая длительность: | Общая длительность:                                                 | Общая длительность: | 52:32        |

| №                   | Название                                      | Длительность |
| ------------------- | --------------------------------------------- | ------------ |
| 1.                  | «Got Me Good»                                 | 2:44         |
| 2.                  | «Let Me Go» (Robin Schulz Remix)              | 3:02         |
| 3.                  | «Always»                                      | 3:06         |
| 4.                  | «Good Love»                                   | 2:52         |
| 5.                  | «War In My Heart»                             | 4:09         |
| 6.                  | «Beautiful Tonight»                           | 4:43         |
| 7.                  | «When The Lights Shine»                       | 4:24         |
| 8.                  | «Somewhere To Run»                            | 3:16         |
| 9.                  | «Bring Me Home»                               | 4:08         |
| 10.                 | «Pedestal»                                    | 3:25         |
| 11.                 | «Right Place Right Time»                      | 3:41         |
| 12.                 | «Kiss Away»                                   | 3:12         |
| 13.                 | «Skin Tight»                                  | 3:32         |
| 14.                 | «Gold Rush»                                   | 3:37         |
| 15.                 | «More Outta Heart» (feat. Dieter Meier Yello) | 3:32         |
| 16.                 | «Wicked Game»                                 | 4:46         |
| Общая длительность: | Общая длительность:                           | 55:29        |

| №                   | Название                                                         | Длительность |
| ------------------- | ---------------------------------------------------------------- | ------------ |
| 1.                  | «And I Love You So»                                              | 4:11         |
| 2.                  | «In The Ghetto»                                                  | 3:20         |
| 3.                  | «Don't Be Cruel»                                                 | 2:46         |
| 4.                  | «Love Me Tender» (with Nicole Scherzinger)                       | 3:28         |
| 5.                  | «Unchained Melody»                                               | 3:57         |
| 6.                  | «It's Now or Never» (with Katharine McPhee)                      | 3:54         |
| 7.                  | «Help Me Make It Through The Night» (with Engelbert Humperdinck) | 3:40         |
| 8.                  | «Viva Las Vegas»                                                 | 2:45         |
| 9.                  | «Can't Help Falling In Love»                                     | 3:00         |
| 10.                 | «Suspicious Minds»                                               | 3:56         |
| 11.                 | «Until It's Time For You To Go»                                  | 4:25         |
| 12.                 | «Blue Christmas»                                                 | 3:28         |
| Общая длительность: | Общая длительность:                                              | 40:10        |

### Сборники
| Название            | Информация                                                                                  | Примечание |
| ------------------- | ------------------------------------------------------------------------------------------- | --- |
| More Amor           | - Релиз: 24 марта 2015 - Лейбл: Atlantic Records Russia - Формат: CD • Цифровая дистрибуция | \| № \| Название \| Длительность \| \| ------------------- \| -------------------------------- \| ------------ \| \| 1. \| «Woman» (feat. Charly Williams) \| 3:36 \| \| 2. \| «Footsteps» \| 3:11 \| \| 3. \| «Boomerang» (feat. Nile Rodgers) \| 2:56 \| \| 4. \| «Smile» \| 4:07 \| \| 5. \| «Into The Night» \| 3:40 \| \| 6. \| «I'll Be There» \| 3:39 \| \| 7. \| «Amor» \| 3:31 \| \| 8. \| «Obvious» \| 3:35 \| \| 9. \| «Baby Get Higher» \| 3:26 \| \| 10. \| «Walk Through Walls» \| 3:47 \| \| 11. \| «Not Alone» \| 4:30 \| \| 12. \| «Anytime You Fall» \| 3:22 \| \| 13. \| «Just For One Night» \| 3:46 \| \| 14. \| «Still» \| 3:12 \| \| 15. \| «Sweetest Feeling» \| 4:09 \| \| 16. \| «Woman» (Dance Mix) \| 3:36 \| \| Общая длительность: \| Общая длительность: \| 54:83 \| |
| №                   | Название                                                                                    | Длительность |
| 1.                  | «Woman» (feat. Charly Williams)                                                             | 3:36 |
| 2.                  | «Footsteps»                                                                                 | 3:11 |
| 3.                  | «Boomerang» (feat. Nile Rodgers)                                                            | 2:56 |
| 4.                  | «Smile»                                                                                     | 4:07 |
| 5.                  | «Into The Night»                                                                            | 3:40 |
| 6.                  | «I'll Be There»                                                                             | 3:39 |
| 7.                  | «Amor»                                                                                      | 3:31 |
| 8.                  | «Obvious»                                                                                   | 3:35 |
| 9.                  | «Baby Get Higher»                                                                           | 3:26 |
| 10.                 | «Walk Through Walls»                                                                        | 3:47 |
| 11.                 | «Not Alone»                                                                                 | 4:30 |
| 12.                 | «Anytime You Fall»                                                                          | 3:22 |
| 13.                 | «Just For One Night»                                                                        | 3:46 |
| 14.                 | «Still»                                                                                     | 3:12 |
| 15.                 | «Sweetest Feeling»                                                                          | 4:09 |
| 16.                 | «Woman» (Dance Mix)                                                                         | 3:36 |
| Общая длительность: | Общая длительность:                                                                         | 54:83 |

## Синглы

### Англоязычные официальные синглы
| Год  | Название                                                         | Альбом                |
| ---- | ---------------------------------------------------------------- | --------------------- |
| 2005 | «Still»                                                          | Still                 |
| 2007 | «Don't Cry»                                                      | Incredible            |
| 2008 | «Make The World Go Away                                          | Obsession             |
| 2008 | «Stick Together»                                                 | Obsession             |
| 2009 | «Giving In»                                                      | Devotion              |
| 2009 | «Devotion»                                                       | Devotion              |
| 2010 | «Obvious»                                                        | Wonder                |
| 2010 | «Just For One Night»                                             | Wonder                |
| 2011 | «Any Time You Fall»                                              | Wonder                |
| 2011 | «Falling»                                                        | Wonder                |
| 2011 | «Wonder»                                                         | Wonder                |
| 2012 | «Baby Get Higher»                                                | After The Thunder     |
| 2012 | «Never Enough»                                                   | After The Thunder     |
| 2012 | «Walk Through Walls»                                             | After The Thunder     |
| 2012 | «Dead Roses»                                                     | After The Thunder     |
| 2012 | «Heart Keeps Beating»                                            | After The Thunder     |
| 2013 | «Amor»                                                           | Amor                  |
| 2013 | «In Another Life»                                                | Amor                  |
| 2015 | «Woman» (feat. Charly Williams)                                  | More Amor             |
| 2015 | «Boomerang» (feat. Nile Rodgers)                                 | More Amor             |
| 2017 | «Love Is A Deadly Game»                                          | Love Is A Deadly Game |
| 2017 | «Good Love»                                                      | Good Love             |
| 2018 | «Got Me Good»                                                    | Good Love             |
| 2019 | «Let Me Go» (Robin Schulz Remix)                                 | Good Love             |
| 2019 | «Wicked Game»                                                    | Good Love             |
| 2024 | «Help Me Make It Through The Night» (with Engelbert Humperdinck) | Now or Never          |
| 2024 | «Unchained Melody»                                               | Now or Never          |

### Русскоязычные официальные синглы
| Год  | Название                                                                           | Альбом             |
| ---- | ---------------------------------------------------------------------------------- | ------------------ |
| 2012 | «Сердце бьётся»                                                                    | На краю            |
| 2012 | «Лепестки опавших роз»                                                             | На краю            |
| 2013 | «Амор»                                                                             | На краю            |
| 2014 | «Ангел бес»                                                                        | На краю            |
| 2014 | «Смотришь в небо» (совм. с LOBODA)                                                 | Начистоту          |
| 2014 | «Начистоту»                                                                        | Начистоту          |
| 2015 | «Забыть тебя»                                                                      | 8 в падении        |
| 2015 | «На краю»                                                                          | На краю            |
| 2015 | «8 в падении»                                                                      | 8 в падении        |
| 2016 | «Давай найдем друг друга»                                                          | Неба не боялись    |
| 2016 | «Рядом проснуться»                                                                 | Неба не боялись    |
| 2016 | «Сбежим в Баку»                                                                    | Неба не боялись    |
| 2016 | «Я не могу сказать» (совм. с Ани Лорак)                                            | Неба не боялись    |
| 2017 | «Испания. Лето»                                                                    | Неба не боялись    |
| 2017 | «Если ты рядом» (совм. с А'Студио)                                                 | Прости, моя любовь |
| 2017 | «В пробках»                                                                        | Неба не боялись    |
| 2017 | «Проститься» (совм. с Ани Лорак)                                                   | Прости, моя любовь |
| 2017 | «Прости, моя любовь» (feat. Максим Фадеев)                                         | Прости, моя любовь |
| 2017 | «Отключи» (совм. с Александром Маршалом)                                           | Прости, моя любовь |
| 2017 | «Сибирские морозы» (feat. Владимир Кузьмин)                                        | Прости, моя любовь |
| 2018 | «В невесомости» (совм. с Полиной Гагариной)                                        | Прости, моя любовь |
| 2018 | «Невероятная»                                                                      | Неба не боялись    |
| 2018 | «Сердце пополам»                                                                   | Неба не боялись    |
| 2018 | «Когда я уйду»                                                                     | Неба не боялись    |
| 2018 | «Мы теперь одни» (совм. со Славой)                                                 | Неба не боялись    |
| 2018 | «Вершина»                                                                          | Неба не боялись    |
| 2019 | «Неба не боялись»                                                                  | Неба не боялись    |
| 2019 | «Мой Азербайджан» (совм. с Максимом Фадеевым)                                      | Неба не боялись    |
| 2019 | «Нежная»                                                                           | Девочка моя        |
| 2019 | «У края пропасти» (совм. с Алексеем Чумаковым)                                     | Девочка моя        |
| 2019 | «Парами» (совм. с Bahh Tee)                                                        | Девочка моя        |
| 2019 | «Девочка моя»                                                                      | Девочка моя        |
| 2020 | «Первый снег»                                                                      | Девочка моя        |
| 2020 | «Камин» (совм. с JONY)                                                             | 44                 |
| 2020 | «Мама»                                                                             | Неба не боялись    |
| 2020 | «МММ»                                                                              | 44                 |
| 2021 | «Отпусти и лети»                                                                   | LOVE IS            |
| 2021 | «Зачем?»                                                                           | LOVE IS            |
| 2021 | «Разные» (совм. с Алсу)                                                            | LOVE IS            |
| 2021 | «Таял»                                                                             | LOVE IS            |
| 2021 | «31.12»                                                                            | За минуту до...    |
| 2022 | «Лунная ночь» (совм. с JONY)                                                       | 44                 |
| 2022 | «Отражения» (совм. с Жасмин)                                                       | 44                 |
| 2023 | «Благодарю, Мама»                                                                  | За минуту до...    |
| 2023 | «За минуту до...»                                                                  | За минуту до...    |
| 2023 | «ყვავილების ქვეყანა (in the memory of Vahtang Kikabidze)» (совм. с Нани Брегвадзе) | 44                 |
| 2024 | «Однажды» (совм. с Эллаи)                                                          | Столько лет спустя |
| 2024 | «Рядом с ней» (совм. с Тимуром Темировым)                                          | Столько лет спустя |
| 2025 | «Тихий океан» (совм. с Асия)                                                       | TBA                |

### Другие синглы / промо-синглы
| Год  | Название | Альбом                             |
| ---- | --- | ---------------------------------- |
| 2015 | «Жить, что бы жить» | 8 в падении                        |
| 2015 | «Still (Remastered)» | без альбома                        |
| 2017 | «Сбежим в Баку (Жара'17)» (совм. с Валерией & Ани Лорак)                                                                       | без альбома                        |
| 2018 | «Азербайджан» (feat. Artik & Asti, Алекс Малиновский, Эмиль Кадыров, Глюк'оZа, Александр Панайотов, Тимур Родригез & Bahh Tee) | без альбома                        |
| 2019 | «Отпусти» (совм. с Любовью Успенской)                                                                                          | Значит, пора (альбом Л. Успенской) |
| 2019 | «Розы» (совм. с Григорием Лепсом)                                                                                              | без альбома                        |
| 2019 | «Синяя вечность (Blue Eternity)» (совм. с Алессандро Сафина)                                                                   | без альбома                        |
| 2019 | «Кружимся» | Девочка моя                        |
| 2019 | «Ялтинский вечер» | Девочка моя                        |
| 2020 | «Аперитив» (совм. с Григорием Лепсом)                                                                                          | без альбома                        |
| 2020 | «Ну почему?» (совм. с HammAli & Navai)                                                                                         | 44                                 |
| 2020 | «Fatima» | без альбома                        |
| 2021 | «Ментол» | без альбома                        |
| 2021 | «А на танцполе» (совм. с Доном Полиграфом)                                                                                     | LOVE IS                            |
| 2021 | «Милая» | За минуту до...                    |
| 2021 | «Время» | За минуту до...                    |
| 2021 | «Азербайджан» (совм. с Айгюн Кизямовой)                                                                                        | без альбома                        |
| 2021 | «31.12» | За минуту до...                    |
| 2021 | «Улетай» (совм. с Jah Khalib)                                                                                                  | 44                                 |
| 2022 | «О любви» | За минуту до...                    |
| 2022 | «На обратной стороне» | За минуту до...                    |
| 2022 | «С Днём рождения!» | без альбома                        |
| 2022 | «Счастье - это ты» | За минуту до...                    |
| 2022 | «Унесённые летом» | За минуту до...                    |
| 2022 | «Рано» | За минуту до...                    |
| 2023 | «Искал тебя» | За минуту до...                    |
| 2023 | «Любимая моя» (Cover) | За минуту до...                    |
| 2023 | «Сердце и стрела» | 44                                 |
| 2023 | «Холодная весна» | 44                                 |
| 2023 | «Незаконно» | 44                                 |
| 2023 | «Сколько» (совм. со Стасом Михайловым)                                                                                         | Столько лет спуст                  |
| 2024 | «Мне всё равно» | Столько лет спуст                  |
| 2024 | «Шахматы» (совм. с Михаилом Задориным)                                                                                         | Столько лет спуст                  |
| 2024 | «Океан» | Столько лет спуст                  |
| 2024 | «Столько лет спустя» | Столько лет спуст                  |
| 2024 | «Как ты» | Столько лет спуст                  |
| 2024 | «Ты моя» | Столько лет спуст                  |
| 2024 | «Давай обнулим» | Столько лет спуст                  |
| 2024 | «Такая одна» | Столько лет спуст                  |
| 2024 | «Эта осень» | TBA                                |
| 2024 | «Нам не жить друг без друга»                                                                                                   | TBA                                |
| 2024 | «Благодарю тебя» | TBA                                |
| 2024 | «Королева красоты» | TBA                                |
| 2025 | «Белый шум дождя» | TBA                                |

## Видеография
Фильмы
- «Любовь в большом городе 3» (2013) — камео
- «Ночная смена» (2018) — Чернявский
- «ЖАРА» (2019) — камео

Концертные видео
- 2011 — Under A Caspian Sky
- 2012 — Live In Moscow
- 2013 — На краю
- 2013 — Live in Baku
- 2014 — Начистоту. Live in Moscow
- 2014 — Начистоту. Live in Baku
- 2014 — Emin 35. Live in Baku
- 2014 — Emin 35. Live in Moscow
- 2016 — Live с оркестром
- 2018 — Дуэтный концерт
- 2019 — Крокус’19

## Список наград и достижений
- Почётное звание «Народный артист Азербайджанской Республики» (27 мая 2018 года) — за заслуги в развитии азербайджанской культуры[53].
- Почётное звание «Заслуженный артист Республики Адыгея» (2018 год)[54].

| Год  | Премия            | Категория                                          | Результат |
| ---- | ----------------- | -------------------------------------------------- | --------- |
| 2014 | Золотой граммофон | За песню «Я лучше всех живу»                       | Победа    |
| 2014 | Песня года        | За песню «Я лучше всех живу»                       | Победа    |
| 2015 | Песня года        | За песню «Забыть тебя»                             | Победа    |
| 2017 | Песня года        | За песню «Быть счастливым» (дуэт с Лаймой Вайкуле) | Победа    |
| 2018 | Russian Music Box | «Лучший певец»                                     | Победа    |
| 2018 | Жара Music Awards | «Лучший дуэт» (Emin и А’Студио)                    | Победа    |
| 2018 | Жара Music Awards | «Альбом года» (Прости, моя любовь)                 | Победа    |
| 2018 | Шансон года       | За песню «Отключи» (дуэт с Александром Маршалом)   | Победа    |
| 2019 | Шансон года       | За песню «Когда я уйду»                            | Победа    |
| 2019 | Рейтинг Forbes    | «40 самых успешных звёзд до 40 лет в России»       | 23 место  |
| 2020 | Золотой граммофон | За песню «Девочка моя»                             | Победа    |
| 2020 | Рейтинг Forbes    | «40 самых успешных звёзд до 40 лет в России»       | 29 место  |
| 2021 | Золотой граммофон | За песню «Отпусти и лети»                          | Победа    |
| 2022 | Золотой граммофон | За песню «На обратной стороне»                     | Победа    |
| 2023 | Золотой граммофон | За песню «Благодарю, мама»                         | Победа    |